# 里亚尚
里亚尚是巴西马拉尼昂州的一个市镇。总面积6373.153平方公里，总人口20869人，人口密度3.3人/平方公里。